# Euphorbia zambesiana
Euphorbia zambesiana är en törelväxtart som beskrevs av George Bentham. Euphorbia zambesiana ingår i släktet törlar, och familjen törelväxter. Inga underarter finns listade i Catalogue of Life.